# Feti Mehdiu
Feti Mehdiu (mac. Фети Мехдиу; ur. 20 stycznia 1944 w Zajasie) – jugosłowiański oraz północnomacedoński arabista i turkolog, autor przekładu Koranu na język albański.

## Życiorys
Początkowo uczył się w rodzinnym Zajasie, jednak naukę kontynuował w prisztińskiej medresie. W 1971 roku ukończył studia z zakresu arabistyki oraz turkologii na Wydziale Filologicznym Uniwersytetu Belgradzkiego, następnie odbył studia magisterskie na tejże uczelni. W latach 1975–1976 specjalizował się w arabistyce na Uniwersytecie w Kairze, a w 1977 roku obronił pracę magisterską pod tytułem Srpskohrvatski prevodi Kur’ana, natomiast w 1990 roku obronił doktorat na Wydziale Filologicznym Uniwersytetu w Prisztinie pracą pod tytułem Përkthimet e letërsisë arabe në gjuhën shqipe, 1922–1982.
W marcu 1973 roku rozpoczął pracę w Instytucie Historycznym w Prisztinie, a w październiku następnego roku był współzałożycielem katedry orientalistyki Wydziału Filologicznego Uniwersytetu w Prisztinie, której przewodził do przejścia na emeryturę w 2009 roku; w tym czasie pełnił funkcję kolejno asystenta, wykładowcy, docenta, profesora nadzwyczajnego oraz profesora zwyczajnego. Prowadził także wykłady z języka arabskiego na Państwowym Uniwersytecie w Tetowie na początku 1995 roku, natomiast w latach 2002–2004 wykładał orientalistykę na Wydziale Nauk Islamskich w Skopje.
W 1985 roku przetłumaczył Koran na język albański. Przetłumaczył także Sahih al-Buchari – zbiór hadisów IX-wiecznego perskiego uczonego Al-Buchariego.
Założył Stowarzyszenie Orientalistów Kosowa w 2000 roku oraz czasopismo naukowe Studime Orientale, w którym publikowano opracowania oraz tłumaczenia z języków arabski, tureckiego oraz serbsko-chorwackiego na język albański.
Uczestniczył w licznych konferencjach naukowych, które odbywały się między innymi w Prisztinie, Sarajewie, Zagrzebiu, Skopje, Tetowie, Tiranie, Stambule, Ammanie, Teheranie, Lahaurze i w Ankarze.

## Prace naukowe[1]
- Kur’ani, mrekullia më e përsosur
- Poezi arabe (1983)
- S. Frashëri (1984)
- Kur’an-i (1985)
- Flasim arabisht (1987)
- Rexhep Vokë Tetova (1991)
- Gjuhë arabe: fonetikë – morfologji (1991)
- Salih Gjuka (1991)
- Hafiz Ali Korça (1992)
- Jasin-i me 20 sure të tjera shqip (1992)
- Kur’ani kryevepër (1992)
- Nga tematika e Kur’anit (1993)
- Nga Kërçova për Kërçovën (1995)
- Përkthimet e Kur’anit në gjuhën shqipe (1996)
- Nedimu-l-Xhisr, Besimi në All-llahun në dritën e Kur’anit (1997)
- Xhuz’i (1997)
- Kur’ani dhe hija e tij shqip (1999)
- Hafiz Ali Korça, Bolshevizmi është shkatërrim i njerëzimit (2001)
- Kur’ani mrekullia më e përsosur (2001)
- Hyrje në filologjinë orientale (2004)
- Për letërsinë arabe (2005)
- Maturantët e parë të medresesë Alauddin (2007)
- Sulejman Mashoviç (2007)
- Përkthimet e letërsisë arabe në gjuhën shqipe (2008)
- Kërçovarët për Kërçovën (2009)